# Horkestar

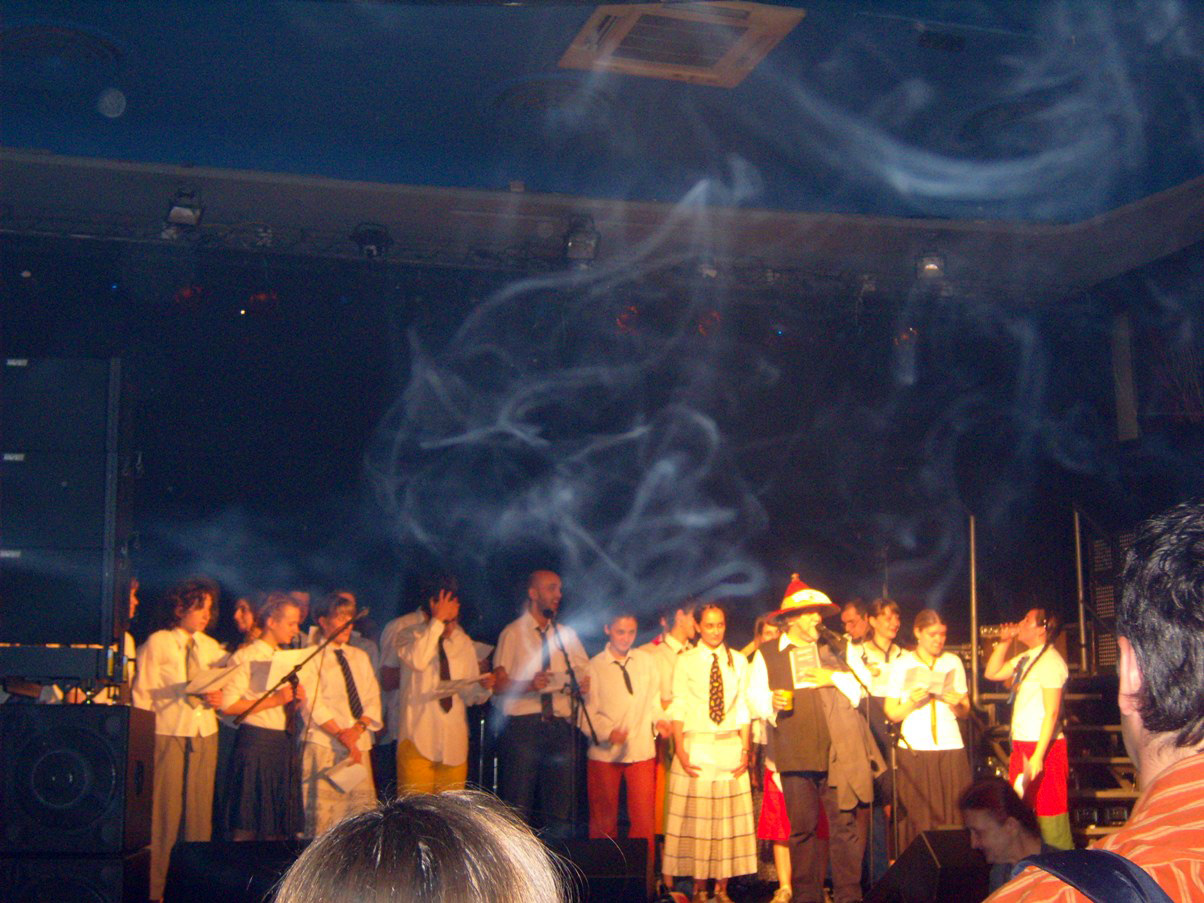
Horkestar

Horkestar (vormals Horkeškart) ist ein Chor mit Begleitorchester aus Belgrad. Es handelt sich um einen Laienchor, dessen Mitglieder nicht aufgrund eines Vorsingens ausgesucht wurden, und um kulturellen Aktivismus.
Der Chor wurde im Herbst 2000 gegründet, als das Orchester Škart eingeladen wurde, bei der Samisdat-Aktion „tvoje govno – tvoja odgovornost“ (»deine Scheiße – deine Verantwortung«) im Centar za kulturnu dekontaminaciju (Zentrum für kulturelle Dekontaminierung) in Belgrad aufzutreten. Für diesen Auftritt, bei dem das Lied „Svete krave“ von Arsen Dedić vorgetragen werden sollte, musste ein eigener Chor gegründet werden. Mit einem Aufruf im Radio (B92) wurden Zuhörer zu einem Casting eingeladen, das in Wirklichkeit nicht stattfand, da alle Bewerber ohne Vorsingen aufgenommen wurden. Von da an fanden die Chorproben in der Serbischen Nationalbibliothek sowie im REX statt. In den ersten sechs Jahren seines Bestehens trat der Chor rund sechzig Mal an höchst unterschiedlichen Orten auf: von Grundschulen auf dem Land, Flüchtlingslagern und Märkten bis hin zum Muzej savremene umetnosti (Museum für moderne Kunst) und dem Ring-Ring-Festival.
Anfangs arbeitete der Chor mit professionellen Dirigenten zusammen (Ljiljana Santovac, Ljiljana Danilović-Cincarka, Zoran Petrović), doch im Jahr 2003 übernahm Marija Balubdžić, die als 17-jährige Pianistin dem Chor beigetreten war, das Dirigat. Das Orchester wird von Vladimir Živković geleitet.
Das Ensemble zog mit der Nazad-Aktion am 9. Juni 2006 die Aufmerksamkeit der breiten Öffentlichkeit auf sich. Damals sang Horkeškart das Lied „Nazad“ (»Zurück«) vor dem Rektorat der Universität Belgrad, der Serbischen Akademie der Wissenschaften, dem Patriarchat der Serbisch-Orthodoxen Kirche, dem Obersten Gericht und der Serbischen Regierung. Zu dieser Aktion erklärte Horkeštart: »Diese Auftritte sind eine direkte Kritik an den rückständigen Phänomenen, die sich in dieser Gesellschaft angesammelt haben, und an den Institutionen, die sie hervorgebracht oder zumindest nicht verhindert haben.«
Die meisten Lieder von Horkestar sind Samisdat und frei verfügbar; einige können von der Webseite des Ensembles herunterladen werden.